# Distrito de Česká Lípa
El distrito de Česká Lípa es uno de los cuatro distritos que forman la región de Liberec, República Checa, con una población estimada a principio del año 2018 de 103 094 habitantes. Se encuentra ubicado al norte del país, al norte de Praga, cerca de la frontera con Alemania y Polonia. Su capital es la ciudad de Česká Lípa.

## Localidades (población año 2018)
- Bezděz 357
- Blatce 117
- Blíževedly 646
- Bohatice 212
- Brniště 1353
- Česká Lípa 37 405
- Chlum 242
- Chotovice 174
- Cvikov 4475
- Doksy 5189
- Dubá 1707
- Dubnice 649
- Hamr na Jezeře 431
- Holany 505
- Horní Libchava 744
- Horní Police 683
- Jestřebí 847
- Kamenický Šenov 3931
- Kozly 156
- Kravaře 786
- Krompach 165
- Kunratice u Cvikova 615
- Kvítkov 224
- Luka 95
- Mařenice 308
- Mimoň 6444
- Noviny pod Ralskem 295
- Nový Bor 11,699
- Nový Oldřichov 775
- Okna 297
- Okrouhlá 553
- Pertoltice pod Ralskem 397
- Polevsko 409
- Provodín 744
- Prysk 437
- Radvanec 226
- Ralsko 2105
- Skalice u České Lípy 1510
- Skalka u Doks 165
- Sloup v Čechách 721
- Slunečná 136
- Sosnová 710
- Stráž pod Ralskem 3989
- Stružnice 994
- Stvolínky 332
- Svojkov 245
- Svor 664
- Tachov 214
- Tuhaň269
- Velenice 176
- Velký Valtinov 194
- Volfartice 696
- Vrchovany 106
- Zahrádky 697
- Zákupy 2845
- Žandov 1911
- Ždírec 123